# 54820 Svenders
54820 Svenders este un asteroid din centura principală de asteroizi.

## Descriere
54820 Svenders este un asteroid din centura principală de asteroizi. A fost descoperit pe 11 iulie 2001 la Needville de Joseph A. Dellinger și William G. Dillon. Asteroidul prezintă o orbită caracterizată de o semiaxă mare de 2,67 ua, o excentricitate de 0,22 și o înclinație de 10,1° în raport cu ecliptica.